# Ō-dachi

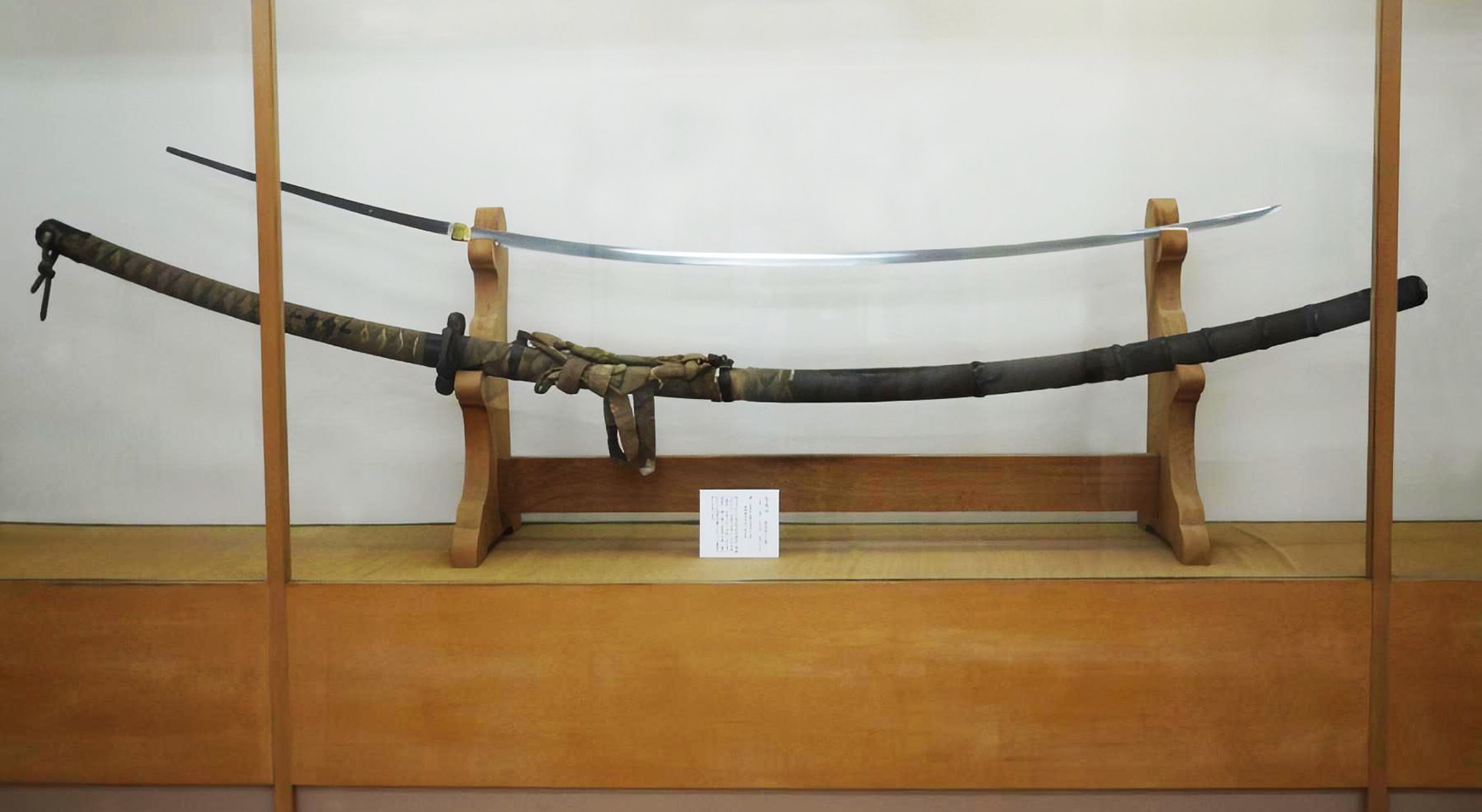
Odachi Masayoshi wykuty przez Sanke Masayoshi, 1844 r. Długość ostrza wynosi 225,43 cm, a trzpień 92,41 cm

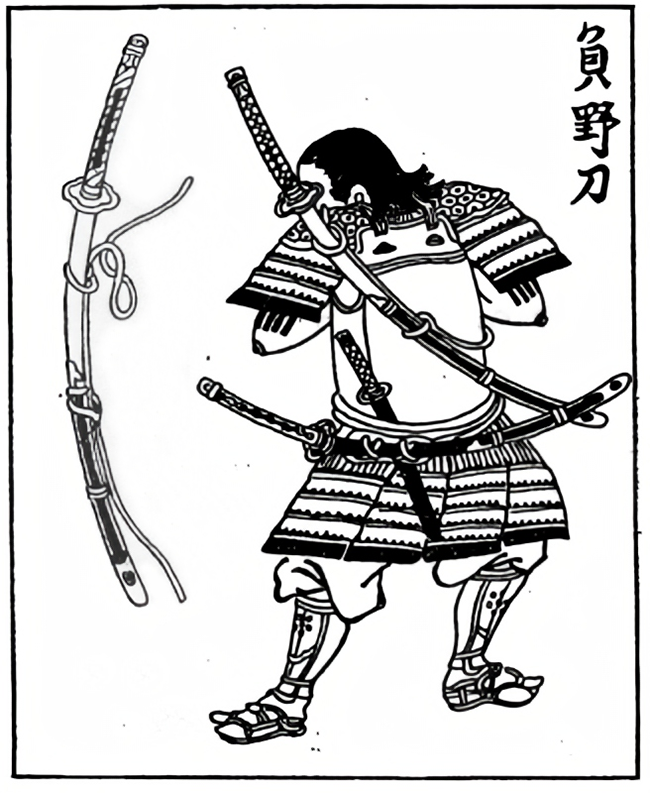
Ō-dachi

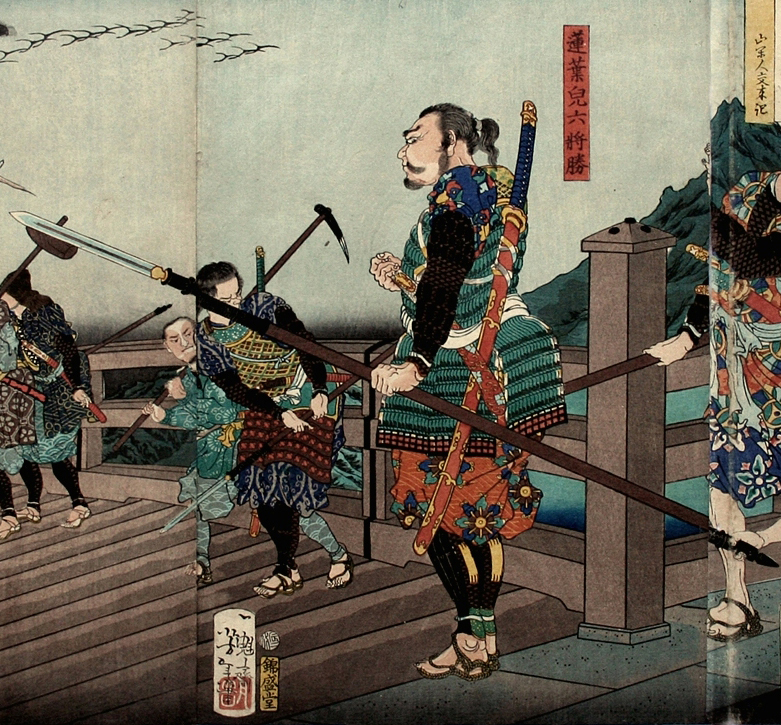
Yoshitoshi Tsukioka (1839–1892), fragment drzeworytu pokazujący samuraja z ō-dachi na plecach

Ō-dachi (jap. 大太刀 'Ō-dachi; dosł. wielki miecz) lub nodachi (jap. 野太刀 nodachi; polowy miecz) – japońska długa sieczna broń biała, należąca do grupy tzw. mieczy japońskich (nihon-tō). Ō-dachi był bronią bardzo długą noszoną przez plecy, a jego głownia mierzyła co najmniej 3 shaku (ok. 90 cm). Nie jest jednak dokładnie ustalone, jakie dokładnie rozmiary i parametry kwalifikowały miecz jako ō-dachi.

## Wytwarzanie
Ō-dachi były bronią wyjątkowo trudną do wytworzenia tradycyjnymi metodami ze względu na swoje ogromne rozmiary. Im dłuższa była głownia, tym trudniej było utrzymać ją w temperaturze pozwalającej na swobodne kucie i hartowanie (które często kończyło się jej wypaczeniem). Dodatkowe trudności sprawiało zapotrzebowanie na specjalne, większe paleniska i zbiorniki do hartowania oraz fakt, że do wykucia jednej głowni potrzebny był cały zespół ludzi składający się z kowala i jego pomocników.
Odmienne są także metody polerowania takich głowni. Z racji swoich rozmiarów musi być ona unieruchamiana, a następnie szlifowana, w przeciwieństwie do mniejszych głowni, które były przesuwane po nieruchomych kamieniach szlifierskich.
Współcześnie praktycznie nie wytwarza się już ō-dachi ze względu na ogromne koszty i brak zastosowania. Głównie zamawiają je świątynie, gdyż broń ta jest silnie związana z religią shintō.

## Wykorzystanie
Ō-dachi używano w różnych celach, między innymi jako:
- podarków dla świątyń oraz bóstw. Często wykuwano na nich modlitwy o powodzenie w wojnach lub symbolizowały ważne z punktu widzenia historii kultu ostrza;
- broni bojowej;
- symbolu armii. Można to rozumieć dwojako: z jednej strony ō-dachi mógł być odpowiednikiem sztandaru, a z drugiej często zdarzało się, że broń takich rozmiarów była pozostawiana na polu walki w celu wystraszenia przeciwnika;
- pokazu umiejętności kowala.

Walka ō-dachi polegała przede wszystkim na wykorzystaniu jego rozmiarów i masy do potężnych ciosów z góry. Do bitwy natomiast noszono je na dwa sposoby:
- na plecach, co jednak bardzo utrudniało jej szybkie wydobycie;
- w ręce, oparty o ramię. Często zdarzało się, że wojownik miał pomocnika, który pomagał mu dobywać broni[8].

Ō-dachi było głównie wykorzystywane w okresie Muromachi, choć już wtedy nie było popularną bronią. Zastosowanie bojowe zaniknęło jednak po 1615 roku, kiedy rozegrała się ostatnia, wielka bitwa kończąca okres Sengoku oraz rozpoczął się okres Edo.